# خدمة إذاعة فلسطين

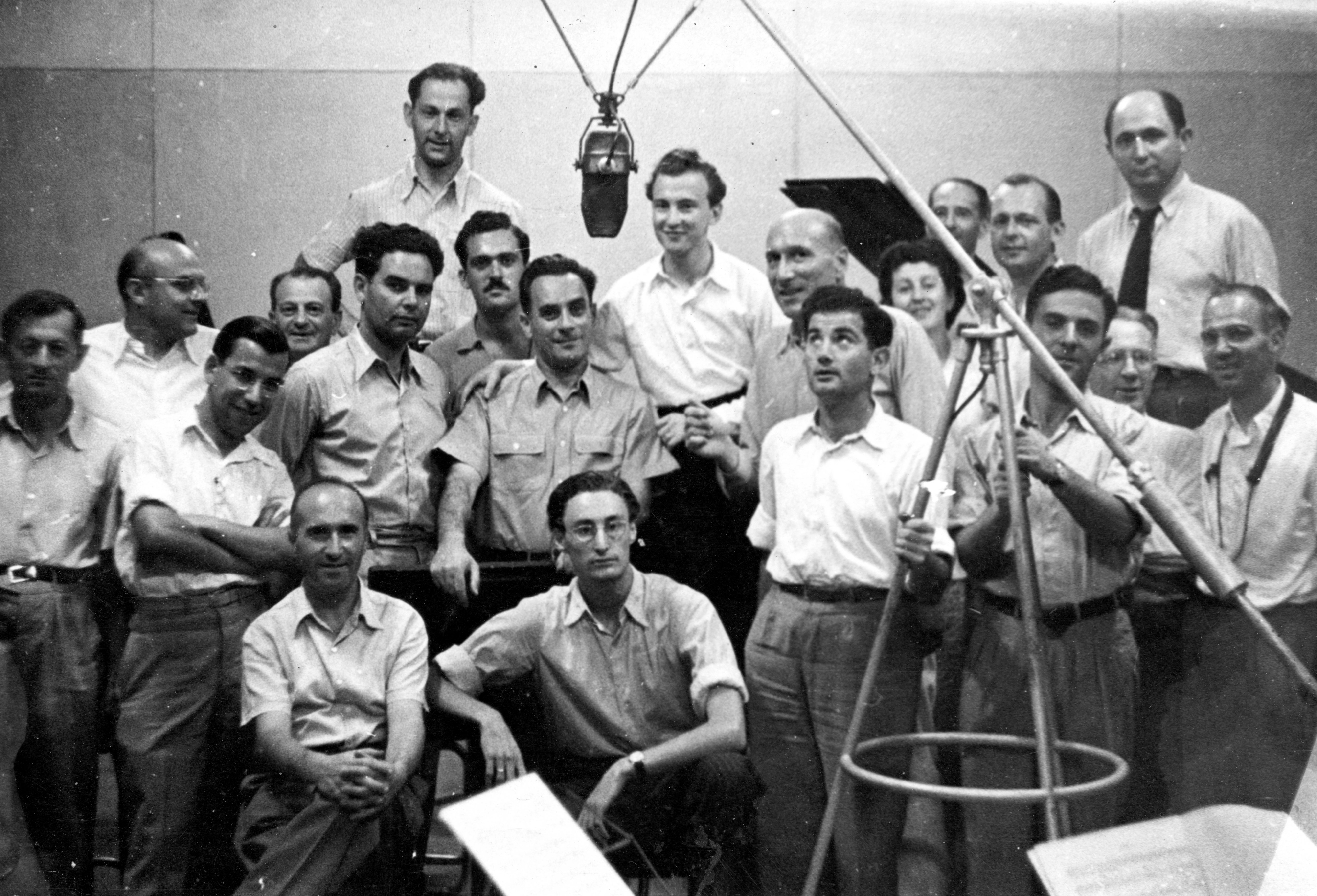
التقطت الصورة في استوديو خدمة إذاعة فلسطين في القدس، يوليو 1947، بعد أداء كونشيرتو البيانو (شومان). يقف مناحيم بريسلر على يمين الميكروفون.

خدمة الإذاعة الفلسطينية هي محطة بث إذاعي كانت مملوكة للدولة، عملت من القدس وفلسطين الانتدابية (الآن إسرائيل والأراضي الفلسطينية) في حين كان جهاز الإرسال الرئيسي في رام الله. عملت المحطة من مارس 1936 حتى نهاية الانتداب البريطاني على فلسطين في عام 1948. بثت المحطة البرامج باللغات العربية والعبرية والإنجليزية، مع تخصيص وقت البث بهذا الترتيب.
أدّت إذاعة القدس خدمتها باللغة العبرية، وقد افتتحت في 30 مارس 1936، وكان لها دورًا مهمًا في تطوير اللغة العبرية كلغة وطنية لمؤسسي إسرائيل. في حين تم فرض رقابة شديدة على البث الإخباري والتعليقات السياسية، أدّت البرامج الثقافية لخدمة الإذاعة اللفسطينية - بما في ذلك البث الموسيقي الحي - دورًا مهمًا في تطوير الهويات الوطنية الفلسطينية والصهيونية (الإسرائيلية لاحقًا) في فترة ما بين الحربين.

## التاريخ
ُصمّم الهيكل التنظيمي للمحطة على غرار بي بي سي، وقد موّلتها جزئيًا حكومة المملكة المتحدة وجزئيًا من خلال الرسوم السمعية البصرية.
حصل البرنامج باللغة العربية على أطول مدة بث لأن العرب الفلسطينيين كانوا من ناحية أكبر مجموعة سكانية في منطقة الانتداب، ومن ناحية أخرى كان من المفترض أن السكان اليهود يتحدثون لغات أخرى ويمكنهم أيضًا الاستماع إلى محطات إذاعية من أوروبا.
خدم إنشاء خدمة إذاعة فلسطين من قبل الانتداب البريطاني غرضين: تقليص الصراع بين العرب واليهود المقيمين في الأراضي الواقعة تحت الانتداب، وتحسين سمعة الإدارة البريطانية نفسها. وهذا هو سبب فرض رقابة شديدة على المعلومات الواردة في البرامج.
قال المفوض السامي والحاكم العام آرثر جرينفيل واشوب عن إطلاق المحطة:

## بداية البث
في 30 مارس 1936، بعد أربعة عشر شهرًا من التحضير، بدأت المحطة البث في الساعة 4:17 مساءً، حيث قام الحاكم العام واشوب بتشغيل جهاز الإرسال في رام الله. تحدث مدير مكتب البريد ويليام هدسون بالكلمات الأولى: إنها القدس تنادي، يليها الوسيط العربي كعباني يتحدث بنفس الكلمات، ثم المذيع العبري العبادي: "مرحبًا! أهلا! القدس تتكلم! تلا ذلك خطاب الحاكم ومسيرة عزفته فرقة عسكرية، ثم استمر البث من القدس، وكان الاستوديو يقع في فندق بالاس السابق، وتضمن الجزء العبري من البرنامج أغانٍ يهودية، وحفل موسيقي مع عازفة التشيلو ثيلما يلين، والممثلة هانا روفينا قراءة أجزاء من (Parchemin de feu) و"سفر نشيد الأنشاد" للشاعر حاييم ناحمان بياليك.

## انتهاء الإذاعة الفلسطينية
قبل وقت قصير من انتهاء الانتداب البريطاني على فلسطين في 18 مايو 1948، كلفت إدارة الانتداب الفيلق العربي بتوفير الحماية لمنزل الإذاعة في طريق الملكة ميليسندا (الآن هيليني ها مالكا). نتيجة لذلك، غادر طاقم البرنامج العبري المحطة في 14 أبريل. في ديسمبر 1947، استمرت المحطة الإذاعية في البث من موقع في وسط القدس. في الوقت نفسه، تم تجهيز الاستوديوهات في أماكن أخرى في القدس. عندما تأسست دولة إسرائيل في 14 مايو 1948، كانت هناك قناتان إسرائيليتان: صوت القدس من القدس وصوت إسرائيل من تل أبيب. بسبب عدم اليقين بشأن وضع القدس، عملت المحطتان بشكل مستقل حتى عام 1950. بعد وصول السلطات الإسرائيلية إلى القدس، أصبحت "صوت القدس" هي الإذاعة الإسرائيلية الجديدة صوت إسرائيل، حيث استحوذت على الموظفين والبنية التحتية. احتفظت بتردد خدمة إذاعة فلسطين، لكنها لم تكن قادرة في البداية على البث على التردد المتوسط. خلال حرب فلسطين، احتلّ ما كان يُعرف وقتها بشرق الأردن الضفة الغربية، حيث كانت توجد مرافق إذاعة رام الله. ومن هناك يذاع برنامج "محطة إذاعة القدس العربية" على ترددات قناة خدمة إذاعة فلسطين باللغتين الإنجليزية والعربية.